# Возженников, Алексей Петрович
Алексей Петрович Возженников (16 октября 1902, Уржум — 12 октября 1986, Сысерть, Свердловская область, РСФСР, СССР) — русский советский врач-психиатр, заслуженный врач РСФСР, один из организаторов первых психоневрологических лечебных учреждений СССР на Урале.

## Биография
Родился в г. Уржуме в семье регента церковного хора (иногда фамилию пишут с одной «н»).
Учился в духовном училище в Вятке. В 1925 окончил медицинский факультет Пермского государственного университета. В 1928, будучи ассистентом кафедры психиатрии ПГУ, стал организатором и первым главным врачом Зауральской психиатрической больницы. В 1935 на базе больницы была открыта кафедра психиатрии Свердловского медицинского института. Неустанный труд А. П. Возженникова и возглавляемого им коллектива способствовал развитию больницы в современный по тем временам центр диагностики и лечения пациентов с нервно — психическими расстройствами по всей Свердловской области и Уралу.
В 1941 ушел на фронт, был начальником военного госпиталя на Дальнем Востоке.
В 1946 году стал главным врачом Областной психоневрологической больницы № 2 в г. Сысерть Свердловской области, посвятив этой больнице всю свою дальнейшую деятельность.
В 1957 году присвоено звание заслуженного врача РСФСР. Он автор научных работ по проблемам психиатрии, патологоанатомии, организации психиатрического лечения и ухода за больными на Урале. Всю свою жизнь доктор А. П. Возженников работал, снискав за свою гуманность и высокий профессионализм любовь и уважение пациентов и коллег.
Его гражданские и военные заслуги были отмечены орденами Трудового Красного Знамени, Красной Звезды, Отечественной войны 2-й степени, медалью «За победу над Японией» и другими наградами. И в настоящее время вклад А. П. Возженникова в становление и развитие советского здравоохранение на Урале и даже в масштабе страны сохраняется в делах и памяти его последователей.
12 октября 1986 года умер от инсульта, похоронен на городском кладбище Сысерти.